# Amanus-Dost
Der Amanus-Dost (Origanum amanum) ist eine Pflanzenart aus der Gattung Dost (Origanum) in der Familie der Lippenblütler (Lamiaceae). Diese Art bildet mit Origanum laevigatum die Hybride Origanum x dolichosiphon P H. Davis.

## Merkmale
Der Amanus-Dost ist ein Zwergstrauch, der Wuchshöhen von 7 bis 10, selten bis 20 Zentimeter erreicht. Die Staubblätter sind von der Kronröhre eingeschlossen. Die Staubfäden sind bis zu 0,5 Millimeter lang. Die Deckblätter sind 8 bis 21 Millimeter lang und purpur gefärbt. Die Krone ist 15 bis 40 Millimeter lang.
Die Blütezeit ist von Juli bis August.

## Vorkommen
Der Amanus-Dost kommt in Süd-Anatolien an Kalkfelsen und steinigen Hängen in Höhenlagen von 1500 bis 2300 Meter vor.

## Nutzung
Der Amanus-Dost wird selten als Zierpflanze in Steingärten genutzt.

## Belege
- Eckehart J. Jäger, Friedrich Ebel, Peter Hanelt, Gerd K. Müller (Hrsg.): Exkursionsflora von Deutschland. Begründet von Werner Rothmaler. Band 5: Krautige Zier- und Nutzpflanzen. Springer, Spektrum Akademischer Verlag, Berlin/Heidelberg 2008, ISBN 978-3-8274-0918-8.